# Ласкажев
Ласкажев (пол. Łaskarzew)  —  город  в Польше, входит в Мазовецкое воеводство,  Гарволинский повят.  Имеет статус городской гмины. Население — 4948 человек (на 2003 год).